# Blockkedja

Huvudkedjan (svart) består av sekvensen av block från genesisblocket (grönt) till det nuvarande blocket. Sidokedjor (lila) är förgreningar utanför huvudkedjan som inte har verifierats av en majoritet av noderna (inte har uppnått konsensus), och därför inte betraktas som giltiga.

En blockkedja, på engelska blockchain, är en distribuerad (decentraliserad) databas, det vill säga en databas som lagras i många kopior - en på varje nod (dator) i ett peer-to-peer-nätverk. De många kopiorna och en sekvens av kryptografiska hashfunktioner gör det svårt eller omöjligt att i efterhand manipulera databasens ändringshistorik. Varje händelse i databasen (varje databastransaktion) lagras genom att ett så kallat block läggs till databasen, och en sekvens av block kallas därför en blockkedja.
Det vanligaste tillämpningsområdet är kryptovalutor, där databasen lagrar när elektronisk valuta byter ägare. Det förekommer även att blockkedjor används för att registrera ägande av värdepapper, och för att säkerställa att elektroniska liggare, loggböcker eller journaler, främst i decentraliserade organisationer, inte manipuleras i efterhand. Det förekommer försök att använda blockkedjor i kombination med smarta kontrakt (ett begrepp myntat av Nick Szabo 2005), för att elektroniska avtal mellan flera parter ska kunna lagras beständigt och ingen ska kunna neka i efterhand till att ha signerat kontraktet. Smarta kontrakt är formulerade i programkod som automatiskt kan utlösa betalning eller informationsöverföring när alla parter har signerat kontraktet eller någon annan händelse inträffar enligt kontraktets inprogrammerade villkor.  
En föregångare till blockkedjan var SecureLog, utvecklad av Daniel Akenine, med flera, i början av 2000-talet, där digitala signaturer syftade till att hindra systemadministratörer från att manipulera loggar. Den första distribuerade blockkedjan publicerades 2008 och implementerades 2009 av pseudonymen Satoshi Nakamoto, vars identitet än idag är okänd. Den utgör basen för den mest kända kryptovalutan bitcoin, vars användare representeras av pseudonymer som är svåra att spåra, även om deras affärstransaktioner med bitcoin lagras publikt i blockkedjan. Bitcoin används därför bland annat till svarta affärer på darknet, exempelvis på marknaderna Silk Road och Flugsvamp, och även till valutaspekulation. En ansenlig andel av vissa länders energianvändning går till datorer som skapar och validerar bitcoinblock, kallat bitcoinbrytning (mining), vilket ur klimatsynvinkel är kontroversiellt. Incitamentet till verksamheten är att användare får betalt i bitcoin för att bedriva bitcoinbrytning. Sedan bitcoin introducerades 2009 har ett flertal alternativa blockkedjor publicerats experimentellt.

## Användningsområden
Inom den finansiella industrin diskuteras blockkedjeteknik som en möjlig del av framtidens betalningssystem, men även för att registrera andra typer av ägarbyten. Vanliga argument är att blockkedjor lagras publikt och är transparenta så att köpare och säljare kan verifiera att betalning har skett, och ingen kan neka att man har gjort ett köp. Detta ger tilltro vid handel. Mellanhänder såsom banker och kontrollmyndigheter och manuell hantering tros kunna minskas, vilket gör att handlingar kan upprättas automatiskt i realtid, med minimal fördröjning. Kostnader för säkerhetsteknik för att bekämpa dataintrång på centrala servrar undvikes, risken för korruption hos mellanhänder kan minskas och mikrobetalningar med mycket små transaktionskostnader kan bli möjligt.
Kryptovalutor är ett alternativ till valutor vars värde regleras av centralbanker. Flera banker och konsortier av banker forskar i utvecklingen av tekniken för fler finansiella syften, som registrering av värdepapper och för överföringar av penningbelopp. Den schweiziska storbanken UBS invigde i april 2015 ett särskilt innovationscentrum i sina lokaler i London, för utveckling av blockkedjetekniken. UBS försöksverksamhet innefattar bland annat möjligheten att registrera obligationer på bitcoins blockkedja. Detta vill man eftersom man på det sättet kan eliminera en stor del av administrationen kring obligationerna. 
I november 2015 presenterade den internationella börskoncernen Nasdaq sin första blockchainbaserade tjänst, Nasdaq Linq. På denna handelsplattform hanteras aktier i privata företag som ännu inte börsintroducerats. Drivkraften i Nasdaq-fallet är att förenkla administrationen, öka transparensen och eliminera manuella misstag i hanteringen av småbolagsaktierna.
Blockkedjeteknik är intressant ur flera användningsområden. Det amerikanska företaget Filament programmerar ett system för registrering av energiproduktionen i solpaneler, syftande till att i realtid skapa elcertifikat som är handelsbara och tillgängliga för privatpersoner, organisationer eller myndigheter som vill subventionera alternativ energi.  
Svenska lantmäteriet har sedan 2017 bedrivit försök med smarta kontrakt för att digitalisera processen kring fastighetsöverlåtelser, inklusive köpekontrakt, lånehandlingar, pantbrev och lagfarter.

## Teknik
Ett block innehåller den senaste utförda databastransaktionen med tidsstämpel, samt det föregående blockets hash. En användare kan enbart lägga till block till kedjan, eller läsa blockkedjan, och kan på så sätt spåra alla tidigare databastransaktioner. I varje nod i nätverket lagras en kopia av kedjan. Varje nod i nätverket verifierar automatiskt ändringar och tillägg som görs på någon av de andra noderna. En transaktion blir inte giltig förrän blocket den tillhör har blivit tillagt i kedjan och dessutom kontrollerats av andra noder. Vad som då kontrolleras är att både den gamla och den nya ägaren av valutan eller dokumentet har signerat varje ägarbyte med digitala signaturer. Dessutom kontrolleras att den gamla ägaren inte är korrupt och har försökt överföra samma värdeenhet till flera olika ägare samtidigt.
Systemet är konstruerat för att vara robust mot bedrägeriförsök (försök att sprida alternativa förgreningar av blockkedjan i nätverket) och utgör därmed en lösning på det bysantinska generalsproblemet. Genom automatiska majoritetsbeslut hindrar blockkedjetekniken korrupta noder från att konspirera genom att godkänna varandras felaktiga transaktioner. En vanlig lösning på problemet är att den nod som lagrar en ny transaktion måste lösa ett beräkningsproblem (calculation puzzle) som tar tid men inte är orimligt stort att lösa, och vars lösning det går snabbt för övriga noder att kontrollera. Att hinna skapa och sprida en falsk blockkedja till majoriteten av noderna innan systemet upptäcker det kräver således orimligt snabba datorer, vilket kallas bevis-på-arbete (proof-of-work).